# Крючкін Геннадій Володимирович
Крючкін Геннадій Володимирович (22 жовтня 1958) — радянський академічний веслувальник.
Срібний призер Олімпійських Ігор 1980 року в складі розпашної двійки зі стерновим, учасник 1992 року.
Переможець ігор Дружба-84 в складі розпашної четвірки без стернового.